# Ліпе (Малопольське воєводство)
Ліпе (пол. Lipie) — село в Польщі, у гміні Городок-над-Дунайцем Новосондецького повіту Малопольського воєводства.
Населення — 366 осіб (2011).
У 1975-1998 роках село належало до Новосондецького воєводства.

## Демографія
Демографічна структура станом на 31 березня 2011 року:
|          | Загалом | Допрацездатний вік | Працездатний вік | Постпрацездатний вік |
| -------- | ------- | ------------------ | ---------------- | -------------------- |
| Чоловіки | 182     | 48                 | 125              | 9                    |
| Жінки    | 184     | 49                 | 110              | 25                   |
| Разом    | 366     | 97                 | 235              | 34                   |